# Franz Anton von Plettenberg

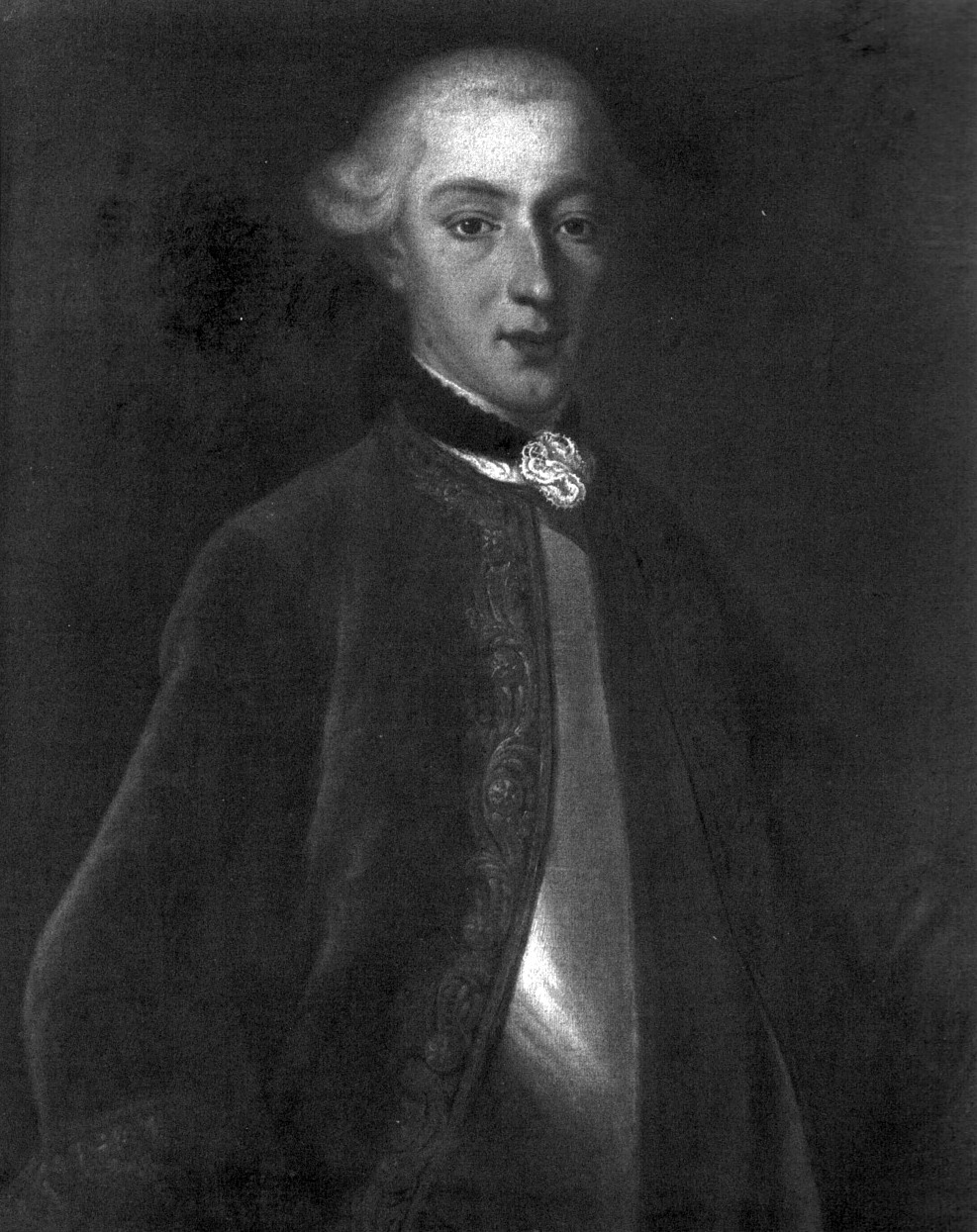
Franz Anton von Plettenberg und Wittem

Reichsgraf Franz Anton von Plettenberg und Wittem (* 5. November 1735; † 30. Mai 1766) war Domherr in Münster und Hildesheim.

## Leben
Franz Anton von Plettenberg wuchs als Sohn des Franz Joseph von Plettenberg und seiner Gemahlin Aloysia Steyer von Lamberg (1718–1796, Tochter des Fürsten Franz Anton von Lamberg und seiner Gemahlin Prinzessin Ludovica Friederike Ernestine von Hohenzollern-Hechingen) zusammen mit seinen jüngeren Geschwistern
- Aloysia (Kanonissin in Nancy),
- Friedrich Clemens August (1742–1771, Erbmarschall und Verwalter von Nordkirchen, ⚭ 1762 Maria Anna von Galen (1752–1829, Tochter des Wilhelm Ferdinand von Galen)), Vater von Maximilian Friedrich von Plettenberg (1771–1813), Erbe von Schloss Nordkirchen,
- Maria (Salentinianerin in Wien),
- Bernhardine (1743–1779), ⚭ 1762 Fürst Dominik Andreas von Kaunitz-Rietberg (1739–1812),
- Friedrich Ludwig (1745–1796, Domherr in Paderborn) und
- Maria Anna (auch: Maria Theresia, Elisabethinerin in Pressburg)

in einer der ältesten und bedeutendsten Adelsfamilien Westfalens auf. Diese wurde 1724 durch den Kaiser Karl VI. in den Reichsgrafenstand erhoben.
Franz Anton besuchte mit 20 Jahren das Theresianum in Wien und erhielt auf Preces des Kaisers im Jahre 1756 eine Dompräbende in Münster und zwei Jahre später auch in Hildesheim. Nur kurze Zeit blieb er im Besitz dieser Präbenden, denn im Jahre 1759 verzichtete er sowohl in Hildesheim als auch in Münster, hier zugunsten von Friedrich Christoph von Boeselager.
Nach der Eröffnung eines Konkursverfahrens gegen seinen Vater übernahm er von ihm 1764 die Herrschaft Nordkirchen und bemühte sich um eine Schuldenregulierung. 1764 heiratete er Sophia Alexandrina von Droste zu Füchten (1748–1817). Nach seinem frühen Tod ca. zwei Jahre später heiratete diese Clemens August Maria Droste zu Vischering.